# Julie Forster
Julie Christine Forster (Huntington, Nueva York, 8 de mayo de 1991) es una jugadora profesional estadounidense de baloncesto.

## Trayectoria
Julie Forster comenzó a jugar al baloncesto en su instituto de Huntington. Continuó jugando en la Universidad de Albany mientras estudiaba Administración y Dirección de Empresas.
Su sueño es jugar en la WNBA, pero hasta lograrlo, decidió dar el salto a la liga europea de Baloncesto. En la temporada 2013/2014 dio el salto a Dinamarca, jugando en el equipo femenino Stevnsgade BBK, consiguiendo ser MVP al promediar 17 puntos y 17 rebotes. Durante 2014 y 2015 jugó en Madeira (Portugal), donde también consiguió brillar con 22 puntos, 12´7 rebotes y 30 de valoración por choque. En el verano de 2015 jugó en la liga australiana sobresaliendo con sus importantes aportaciones.
Durante dos temporadas, del 2015 al 2017, estuvo en Cáceres, consiguiendo el ascenso a Liga Femenina 1, y logrando ser MVP en la Fase de Ascenso. Ahí le llamaron "El Huracán Pelirrojo". Durante la campaña 2017/2018 fichó por el Equipo Araski AES de Vitoria. Fue MVP de la Jornada 22 de la LigaDia.

## Clubes
- 2004-2009 Instituto de Huntington (Nueva York).[1]
- 2009-2013 UAlbany (Universidad de Albany en USA).[1]
- 2013-2014 Stevnsgade BBK (Dinamarca).
- 2014-2015 Cab. Madeira (Portugal).
- 2015-2017 Al Qazeres Liga Femenina 2 y Liga Femenina 1.
- 2017-2018 Araski AES en Liga Femenina.[4]

## Palmarés
| Título          | Club                      | Resultado   | Año  |
| --------------- | ------------------------- | ----------- | ---- |
| Liga Femenina 2 | CB Al-Qázeres Extremadura | Subcampeona | 2016 |